# Tezozomoc (figlio di Itzcoatl)
Tezozomoc (tesoˈsomok) (fl. XV secolo) fu uno dei figli di Itzcóatl, quarto regnante azteco (tlatoani) di Tenochtitlán.

## Biografia
Nonostante non sia mai diventato tlatoani, sposò Atotoztli, figlia di Motecuhzoma I (quinto tlatoani), ed ebbe tre figli maschi: Axayacatl, Tízoc e Ahuitzotl. Questi figli divennero rispettivamente sesto, settimo ed ottavo regnante. La figlia, Chalchiuhnenetzin, sposò Moquihuix, signore di Tlatelolco.
| Controllo di autorità | VIAF (EN) 88461963 · LCCN (EN) no2009066963 |